# 大分県道516号向之原停車場線
大分県道516号向之原停車場線（おおいたけんどう516ごう むかいのはるていしゃじょうせん）は、大分県由布市を通る一般県道である。

## 概要
由布市挾間町向原から由布市挾間町挾間に至る。なお、現地には県道の表示を示す案内標識などはない。

### 路線データ
- 起点：大分県由布市挾間町向原（JR九州久大本線 向之原駅前）
- 終点：大分県由布市挾間町挾間（挾間町郵便局先交差点、国道210号交点、大分県道51号別府挾間線終点）

## 地理

### 通過する自治体
- 由布市

### 交差する道路
| 交差する道路                     | 交差する場所 | 交差する場所                |
| -------------------------------- | ------------ | --------------------------- |
| 国道210号 大分県道51号別府挾間線 | 挾間町挾間   | 挾間町郵便局先交差点 / 終点 |

### 沿線
- JR九州久大本線 向之原駅
- 由布市立挾間小学校
- 由布市役所挾間庁舎
- 龍祥寺
- はさま未来館
  - 由布市挾間健康センター
  - 由布市立図書館
  - 由布市挾間公民館